# Miquel Ferrà i Martorell
Pour les articles homonymes, voir Miquel Ferrà.
Miquel Ferrà i Martorell, né à Sóller en 1940, est un écrivain majorquin de langue catalane.

## Œuvres

### Nouvelles
- 1982 : Catalan Western
- 1984 : Contes del Call
- 1988 : Contes tàrtars de Mallorca
- 1993 : Cap de turc
- 1993 : Contes àrabs de Medina Mayurka
- 1995 : Llegendes i tradicions de les Balears
- 2004 : Faula del Mare Nostrum

### Romans
- 1972 : La universitat
- 1975 : El fabulós viatge del Minerva
- 1983 : Memòries secretes de Cristòfor Colom
- 1984 : No passaran!
- 1984 : El xueta
- 1985 : El misteri del cant Z-506
- 1987 : La guerra secreta de Ramon Mercader
- 1988 : Crònica de Guinea
- 1989 : La madona del mar i els pirates
- 1989 : La dama de Boston
- 1989 : Allah Akbar
- 1992 : La veritable història del capità Aranya
- 1993 : Clar lliri d'aigua
- 1994 : La primavera romana del Cardenal Despuig
- 1996 : L'espiadimonis
- 2004 : El dia que Himmler va anar als toros
- 2005 : Abdallah Karim, el predicador

### Autre
- 1990 : Sóller, imatges d'ahir
- 1992 : Sollerics arreu del món
- 1992 : Els enigmes de la nostra història
- 2000 : La cuina de la Revolució Francesa i les Balears
- 2007 : Palma vista pels escriptors
- 2008 : Maltractades : històries antigues d'amor i odi